# Nero Wolfe: invito a un'indagine
Nero Wolfe: invito a un'indagine (titolo originale Death of a Doxy), pubblicato in Italia anche con il titolo Morte di un'amante, è il ventinovesimo romanzo giallo di Rex Stout con Nero Wolfe protagonista.

## Trama
Orrie Cather, uno degli assistenti di Wolfe, si è più volte segretamente incontrato con l'amante di un ricco uomo d'affari. Quando questa viene trovata uccisa, Orrie è il principale sospetto e viene arrestato. Wolfe, convinto da Archie e da Saul Panzer dell'innocenza di Orrie, è costretto a lavorare per scagionare il suo collaboratore. Il suo compito è reso particolarmente difficile dal fatto che nessun altro sembra avere un movente per l'omicidio.

### Personaggi principali
- Nero Wolfe: investigatore privato
- Archie Goodwin: suo assistente
- Fritz Brenner: cuoco e maggiordomo
- Saul Panzer, Fred Durkin e Orrie Cather: investigatori privati
- Nathaniel Parker: avvocato
- Barry Fleming: professore di matematica
- Stella Fleming: moglie di Barry
- Julie Jaquette: cantante night
- Avery Ballou: presidente della Federal Holding Company
- Jill Hardy: hostess
- Theodore Gramm: dottore
- Cramer: ispettore della Squadra Omicidi

## Opere derivate
- Invito a un'indagine, episodio della serie televisiva prodotta dalla Paramount Television nel 1981.

## Edizioni
- Rex Stout, Nero Wolfe: invito a un'indagine, collana Il Giallo Mondadori n.986, Arnoldo Mondadori Editore, 1967.
- Rex Stout, Nero Wolfe: invito a un'indagine, traduzione di Laura Grimaldi, collana I Classici del Giallo (n. 458), Arnoldo Mondadori Editore, 1984,  p. 173.
- Rex Stout, Morte di un'amante, traduzione di Laura Grimaldi, BEAT, 2018,  p. 172.